# Złota Odznaka Honorowa Towarzystwa Przyjaźni Polsko-Radzieckiej
Złota Odznaka Honorowa Towarzystwa Przyjaźni Polsko-Radzieckiej – odznaczenie okresu PRL, przyznawane przez Towarzystwo Przyjaźni Polsko-Radzieckiej.
Odznaka była przyznawana przez Zarząd Główny TPPR w dowód uznania zasług dla krzewienia i popularyzowania kultury radzieckiej.